# Vruchtblad

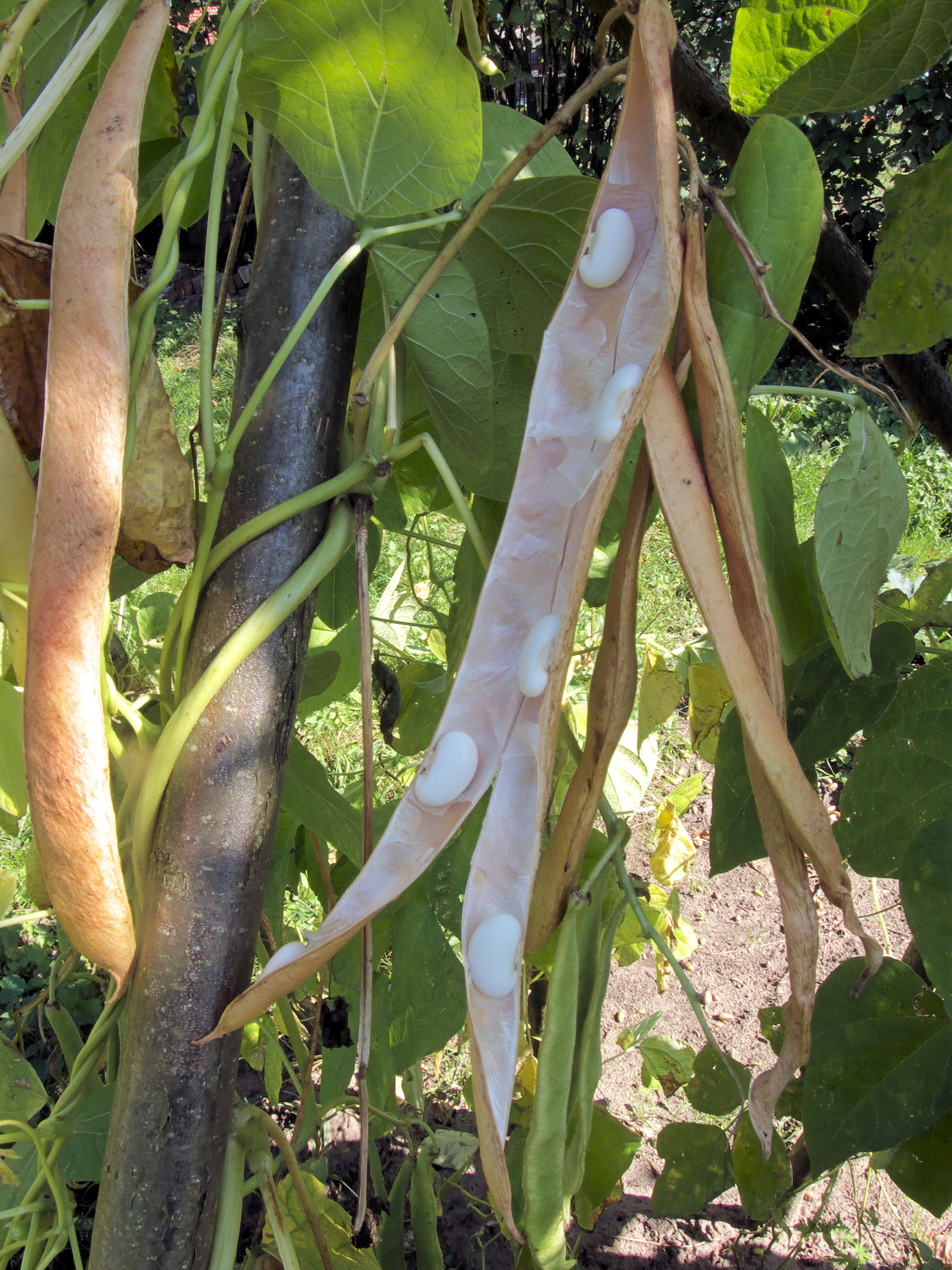
Rijpe peul van de pronkboon. De bonen (zaden) zitten vast aan de zaadlijst

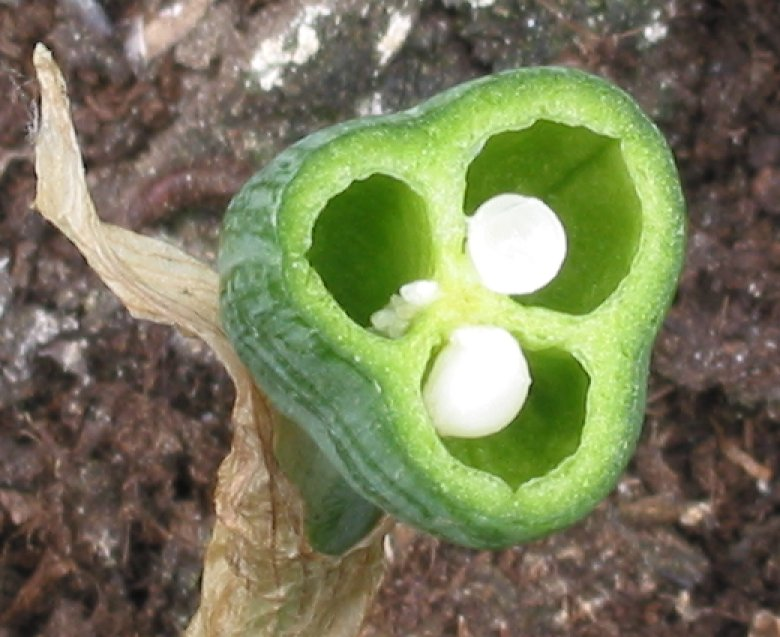
Driehokkig vruchtbeginsel van Narcis met hoekstandige zaadknoppen (dwarsdoorsnede)

Een vruchtblad of carpel van een vruchtbeginsel is een toegevouwen blad, waarvan de randen met elkaar zijn vergroeid. Op deze rand bevindt zich de zaadlijst met de zaadknop(pen). Het vruchtblad is een macrosporofyl.
Een peul of kokervrucht bestaat uit één vruchtblad. Meerhokkige vruchtbeginsels bestaan uit meerdere vruchtbladen.
Alleen bij de bedektzadigen spreekt men van een vruchtblad. Bij de naaktzadigen liggen de zaadknoppen open op het oppervlak van het megasporofyl, dat niet gevouwen en vergroeid is.

schema vrucht en vruchtblad dwars doorgesneden
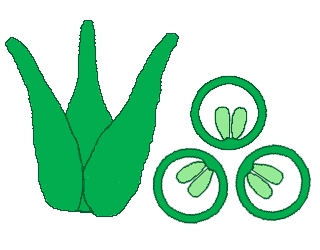
apocarp, 3 losse vruchtbladen
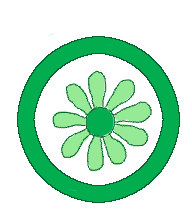
1-hokkig, vrij, zaadknoppen centraal
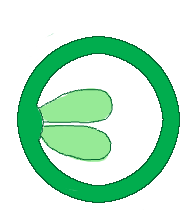
1-hokkig, zaadknoppen wandstandig
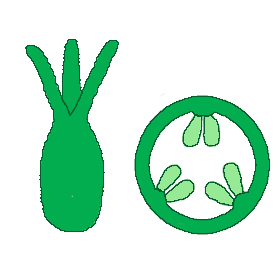
syncarp, 1-hokkig, zaadknoppen wandstandig
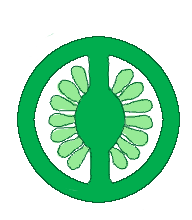
2-hokkig, zaadknoppen centraal
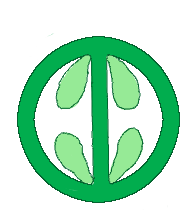
2-hokkig, zaadknoppen wandstandig
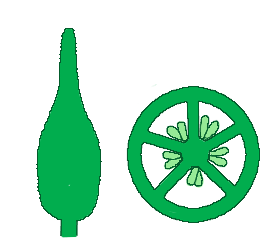
syncarp, 5-hokkig, zaadknoppen centraal